# Копач дере (село)
Копач дере е бивше село в Егейска Македония, днес на територията на дем Висалтия, област Централна Македония, Република Гърция.

## География
Селото е било разположено в северните склонове на Богданската планина (Вертикос), югозападно от град Сяр (Серес).

## История
През XIX век и началото на XX век Копач дере е село, числящо се към Сярската каза на Османската империя. В 1889 година Стефан Веркович („Топографическо-этнографическій очеркъ Македоніи“) пише за Копач дере:
| „ | Копач дере махала: жителите са турци коняри; 3 часа от Нигрита. | “ |

Според Васил Кънчов („Македония. Етнография и статистика“) в началото на XX век Копачъ Махала има 110 жители, всички турци.